# 钦瑟勒河畔多瑟奈姆
钦瑟勒河畔多瑟奈姆（法語：Dossenheim-sur-Zinsel，发音：[dɔsənaim.syʁ.t͡sinsəl]）是法国下莱茵省的一个市镇，属于萨韦尔讷区和英维莱尔县（Ingwiller）。该市镇总面积17.2平方公里，2009年时的人口为1120人。

## 人口
钦瑟勒河畔多瑟奈姆人口变化图示